# Nothing Fails
"Nothing Fails" là đĩa đơn thứ ba của ca sĩ-nhạc sĩ người Mỹ Madonna từ album phòng thu năm 2003 của cô American Life. Nó được Maverick Records phát hành ngày 21 tháng 11, năm 2003.

## Danh sách track và định dạng
US 12" promo vinyl (PRO-A-101232)
- A1 "Nothing Fails" (Peter Rauhofer's Classic House Mix) — 8:24
- B1 "Nothing Fails" (Nevins Big Room Rock Mix) — 6:44
- B2 "Nothing Fails" (Nevins Global Dub) — 7:45

US 12" promo vinyl (PRO-A-101245)
1. "Nothing Fails" (Peter Rauhofer's Lost In Space Mix) — 8:36

US promo CD single (PRO-CDR-101230)
GR promo CD single (PR 04322)
1. "Nothing Fails" (Radio Edit) — 3:46
2. "Nothing Fails" (Radio Remix) — 3:59

US 2 x vinyl (0-42682)
- A1 "Nothing Fails" (Peter Rauhofer's Classic House Mix) — 7:38
- A2 "Nothing Fails" (Nevins Big Room Rock Mix) — 6:44
- B1 "Nothing Fails" (Tracy Young's Underground Mix) — 7:29
- B2 "Nothing Fails" (Jackie's In Love In The Club Mix) — 7:28
- C1 "Nothing Fails" (Nevins Global Dub) — 7:45
- C2 "Nobody Knows Me" (Mount Sims Italo Kiss Mix) — 5:26
- D1 "Nobody Knows Me" (Mount Sims Old School Mix) — 4:44
- D2 "Nothing Fails" (Tracy Young's Underground Dub) — 8:36

EU CD single (5439 16500 2)
1. "Nothing Fails" (Radio Edit) — 3:46
2. "Nothing Fails" (Peter Rauhofer's Classic House Mix) — 8:24

EU Maxi-CD (9362 42690 2)
1. "Nothing Fails" (Radio Edit) — 3:46
2. "Nothing Fails" (Peter Rauhofer's Classic House Mix) — 8:24
3. "Nothing Fails" (Tracy Young's Underground Mix) — 7:29
4. "Nothing Fails" (Nevins Big Room Rock Mix) — 6:44

EU Maxi-CD single (9362 42682 2)
AU Maxi-CD single (9362 42682-2)
1. "Nothing Fails" (Peter Rauhofer's Classic House Mix) — 8:24
2. "Nothing Fails" (Nevins Big Room Rock Mix) — 6:44
3. "Nothing Fails" (Tracy Young's Underground Mix) — 7:29
4. "Nothing Fails" (Nevins Global Dub) - 7:45
5. "Nothing Fails" (Jackie's In Love In The Club Mix) — 7:28
6. "Nobody Knows Me" (Peter Rauhofer's Private Life Part 1) — 8:07
7. "Nobody Knows Me" (Above & Beyond 12" Mix) — 8:45
8. "Nobody Knows Me" (Mount Sims Italo Kiss Mix) — 5:26

### Nothing Fails/Love Profusion
EU Maxi-CD (9362 42697 2)
1. "Nothing Fails" (Radio Edit) — 3:46
2. "Love Profusion" (Album Version) — 3:48
3. "Love Profusion" (The Passengerz Club) — 7:01

### Nothing Fails/Nobody Knows Me
US Maxi-CD (42682-2)
1. "Nothing Fails" (Peter Rauhofer's Classic House Mix) — 8:24
2. "Nothing Fails" (Nevins Big Room Rock Mix) — 6:44
3. "Nothing Fails" (Tracy Young's Underground Mix) — 7:29
4. "Nothing Fails" (Nevins Global Dub) — 7:45
5. "Nothing Fails" (Jackie's In Love In The Club Mix) — 7:28
6. "Nobody Knows Me" (Peter Rauhofer's Private Life Part 1) — 8:07
7. "Nobody Knows Me" (Above & Beyond 12" Mix) — 8:45
8. "Nobody Knows Me" (Mount Sims Italo Kiss Mix) — 5:26

## Phiên bản chính thức
- Album Version (4:48)
- Radio Edit (3:46)
- Radio Remix (3:59)
- Peter Rauhofer's Classic House Mix (8:24)
- Peter's Lost In Space Mix (8:37) (Bonus track on the 'Love Profusion' USA CD Maxi Single)
- Nevins Mix (4:00) (featured on Remixed & Revisited as simply "Nevins Mix")
- Nevins Big Room Rock Mix (6:44)
- Nevins Global Dub (7:45)
- Tracy Young's Underground Mix (7:29)
- Tracy Young's Underground Dub (8:36)
- Jackie's In Love In The Club Mix (7:28)

## Bảng xếp hạng
| Bảng xếp hạng (2003)                 | Vị trí cao nhất |
| ------------------------------------ | --------------- |
| Australian ARIA Dance Albums Chart   | 6               |
| Austrian Singles Chart               | 51              |
| Canadian Singles Chart               | 7               |
| Danish Singles Chart                 | 11              |
| France SNEP Singles Chart            | 34              |
| German Singles Chart                 | 36              |
| Germany Airplay Chart                | 2               |
| Greek Singles Charrt                 | 19              |
| Irish Singles Chart                  | 10              |
| Italian FIMI Singles Chart           | 7               |
| Romanian Singles Chart               | 49              |
| Spain Top 20 Sales Chart             | 1               |
| Spain Los 40 Principales Chart       | 35              |
| Swiss Singles Chart                  | 41              |
| U.S. Billboard Hot 100 Singles Sales | 1               |
| U.S. Billboard Hot Dance Club Songs  | 1               |